# Castelserás
Castelserás è un comune spagnolo di 824 abitanti situato nella comunità autonoma dell'Aragona.